# Jean Lave

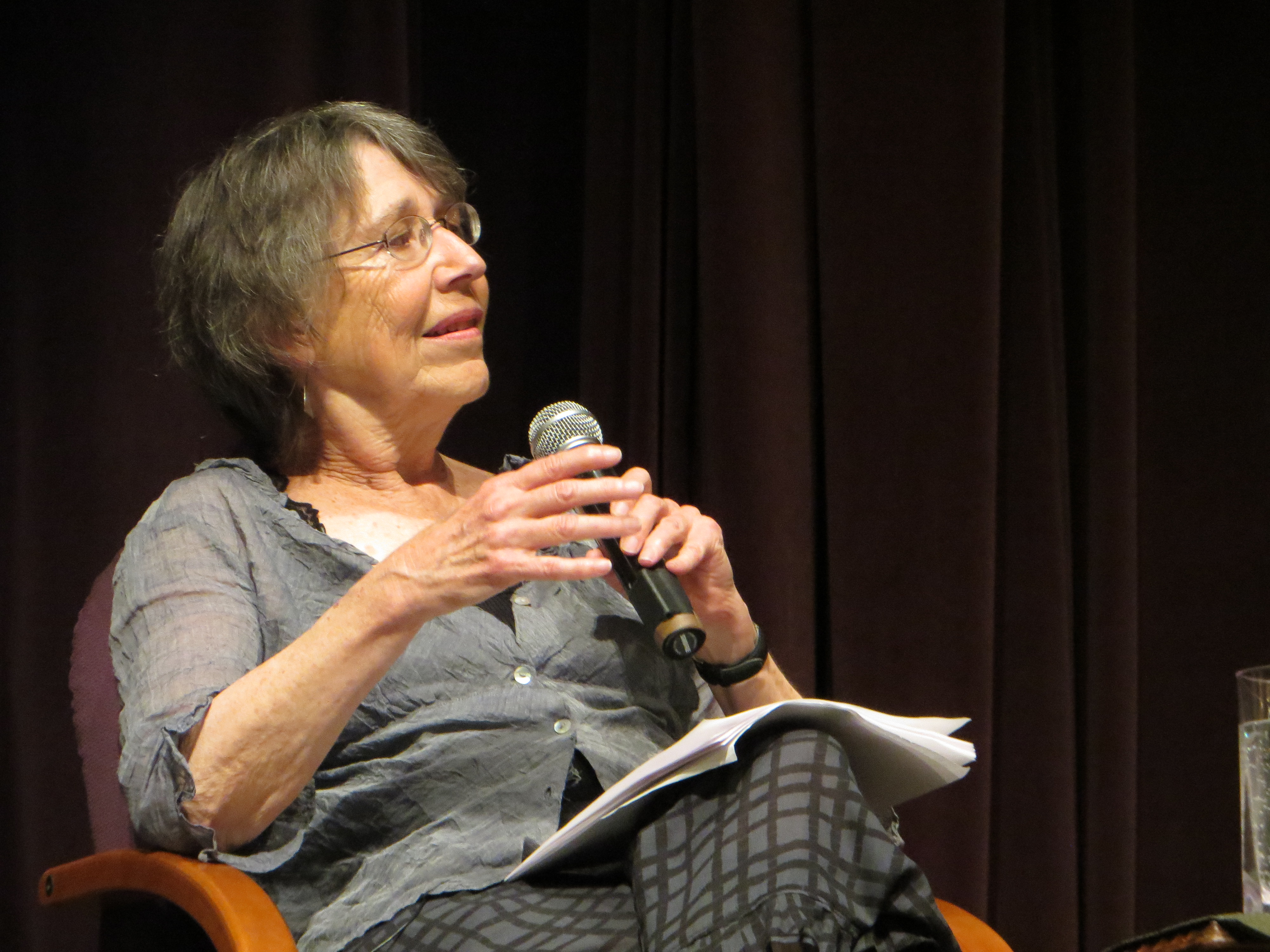
Jean Lave (2014)

Jean Lave (PhD) ist eine US-amerikanische Professorin für Ethnographie, Soziologie und Anthropologie an der University of California, Berkeley am Department of Geography.
1988 zeigte Lave, dass Hausfrauen in  Irvine, Kalifornien, die Mathematik des Preisvergleiches von Konsumgütern beherrschten, doch in einer Umgebung, die einem Klassenzimmer ähnelt, dessen nicht mehr fähig waren. 
Sie ist eine Vertreterin des Konzepts des „partizipativen Lernens“, das eine Neuordnung der Unterrichtssituation enthält. Dabei wird die Lehrer-Schüler-Konstellation zugunsten einer in Handwerksberufen verbreiteten Master-Novizen-Konstellation aufgelöst. Der Novize soll vom Meister lernen und sich im Lauf der Zeit seine Fähigkeiten an jene des Meister anpassen, diese sogar übertreffen. 

## Bibliografie
- mit S. Chaiklin, Understanding Practice (1993)
- mit E. Wenger, Situated Learning: Legitimate Peripheral Participation (1991)
- Cognition in Practice (1988)
- On learning, in: Forum Kritische Psychologie 38
- Cognition in Practice: Mind, Mathematics and Culture in Everyday Life (Learning in Doing), Cambridge University Press (1988)